# Riosequillo (Sahagún)
Riosequillo es una pedanía y localidad española perteneciente al municipio de Sahagún, en la provincia de León, comunidad autónoma de Castilla y León. Antiguamente perteneció al extinto ayuntamiento de Joara, integrado también en Sahagún. Está situado a 7,9 km de Sahagún, y es el primer pueblo por el cual transcurre el río Sequillo.

## Toponimia
El término Riosequillo hace referencia al río Sequillo, cuyo nacimiento se sitúa a pocos cientos de metros de la localidad. Dicho nombre, hace referencia al poco caudal que suele llevar dicho río.

## Geografía física
| Noroeste: Villalmán | Norte: Joara y Celada de Cea     | Noreste: San Martín de la Cueza        |
| Oeste: Villalebrín  |                                  | Este: San Martín de la Cueza           |
| Suroeste Sahagún    | Sur: San Nicolás del Real Camino | Sureste: Terradillos de los Templarios |

## Historia

### sigloXIX
Así se describe a Riosequillo en el Diccionario geográfico-estadístico-histórico de España y sus posesiones de Ultramar, obra impulsada por Pascual Madoz a mediados del siglo XIX:

RIOSEQUILLO:Lugar en la provincia y diocesis de León, partido judicial de Sahagún, audiencia territorial y capitanía general de Valladolid, ayuntamiento de Cea.

Situado en la margen del río de su propio nombre; su clima es bastante sano, si bien se padecen algunas tercianas.
Tiene 44 casas; escuela de primeras letras; iglesia parroquial (Nuestra Señora de los Ángeles) servida por un cura de ingreso y presentación del comendador de Villela, órden de San Juan; y buenas aguas potables.
Confina con San Martín de la Cueza, Villambrán de Cea y Sahagún.
El terreno aunque montuoso es de mediana y buena calidad; los montes forman valles, que amenizan las aguas que bajan de aquellos.
Los caminos se dirigen a los pueblos limítrofes, el principal es el que va a Sahagún, de donde recibe la correspondencia.
Producciones:  granos, legumbres, lino, hortaliza y buenos pastos para el ganado lanar, que cría con especialidad.
Industria: telares de lino y lana.
Población: 43 vecinos, 55 almas.
Contribución: con el ayuntamiento.

## Geografía humana

### Demografía
Según el padrón municipal de habitantes de 2023 del INE, la localidad de Riosequillo contaba con 9 habitantes, de los cuales 5 eran varones y 4 eran mujeres.
Evolución de la población
| Gráfica de evolución demográfica de Riosequillo entre 2000 y 2023  |
|                                                                    |
| Población de derecho (2000-2023) según el padrón municipal del INE |

### Transporte y comunicaciones
Red viaria
Dentro de la red de carreteras, Riosequillo cuenta con las siguientes conexiones:
| Identificador | Denominación         | Itinerario                           |
| ------------- | -------------------- | ------------------------------------ |
| LE-6710       | Carretera provincial | Villalebrín - San Martín de la Cueza |

Ferrocarril
Riosequillo no tiene estación de ferrocarril dentro de su localidad. La estación de tren más cercana se encuentra en la localidad de Sahagún, municipio al que pertenece, situada a 9 kilómetros de distancia. Dicha estación, gestionada por Adif, se encuentra en la línea Venta de Baños-Gijón.

## Cultura

### Patrimonio
- Iglesia de Nuestra Señora de los Ángeles.

### Fiestas
- 15 de agosto: Día de la Virgen
- 16 de agosto:  San Roque